# Torcy-en-Valois
Torcy-en-Valois är en kommun i departementet Aisne i regionen Hauts-de-France i norra Frankrike. Kommunen ligger  i kantonen Neuilly-Saint-Front som ligger i arrondissementet Château-Thierry. År 2022 hade Torcy-en-Valois 77 invånare.

## Befolkningsutveckling
Antalet invånare i kommunen Torcy-en-Valois
Referens: INSEE